# Café gourmand
Ein Café gourmand kombiniert den traditionellen Kaffee am Ende einer Mahlzeit mit mindestens drei verschiedenen Mini-Desserts.

## Hintergrund
Der Café gourmand besteht aus einem Espresso, begleitet von Feingebäck, wie etwa Windbeuteln, kleinen Schokoladentartes,  oder Miniportionen Crème Brûlée,  Panna Cotta, kleinen Stückchen Tarte, einer Kugel Eis, Biscuits (zum Beispiel Spekulatius) oder Macaron. Nach dem gleichen Prinzip wird manchmal auch Thé gourmand angeboten.
Leichter zu vereinbaren mit einem Diätplan als ein Dessert, spart es auch noch Zeit, weil es mit dem Kaffee serviert wird. Für das Restaurant ist es rentabler als nur ein Dessert. Die Mini-Desserts werden von der Mehrzahl der Großhändler zum Kauf angeboten.
Das Konzept wurde im Jahre 1990 von Bernard Boutboul, Präsident der Unternehmensberatung Gira Conseil für die Restaurantkette „La Criée“  entwickelt.
Der Café Gourmand übernimmt die Kleinigkeiten, die in guten Restaurants zum Kaffee kostenlos gereicht werden; als separates Produkt in den Menüs können sie nun berechnet werden. Erstmalig in Paris im Jahre 1990 serviert, wurde der Café Gourmand ein großer Erfolg. Im Jahre 2014 wurden 320 Millionen Cafés Gourmands in Frankreich verkauft.

## Galerie

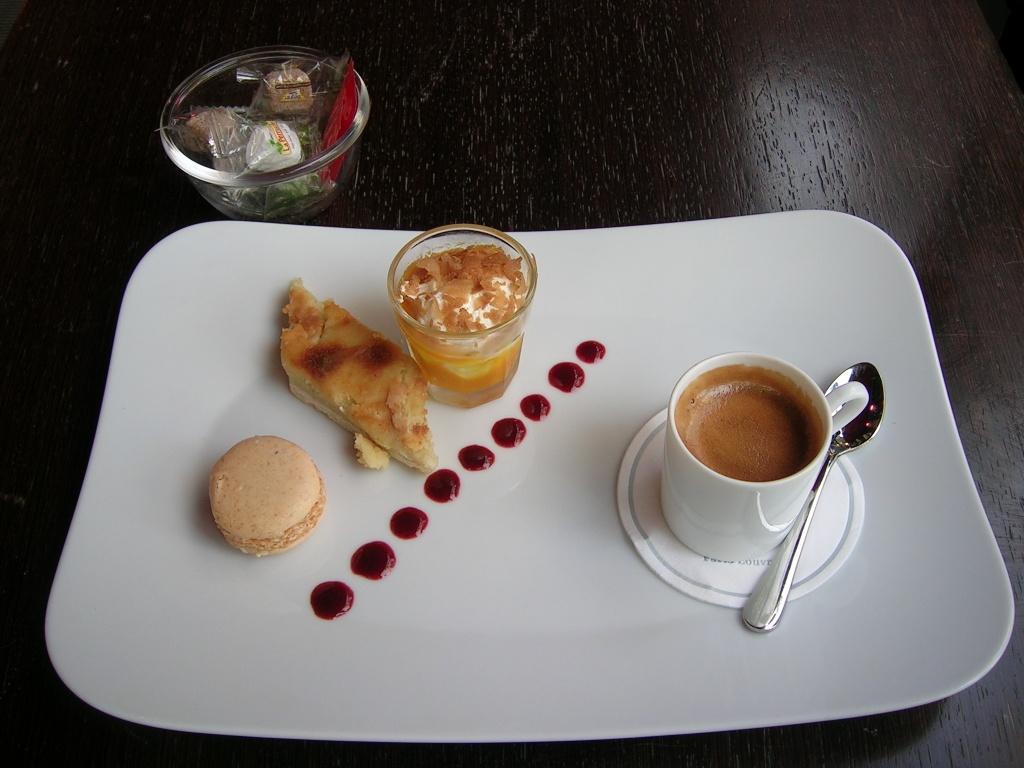
Café gourmand mit Macaron.
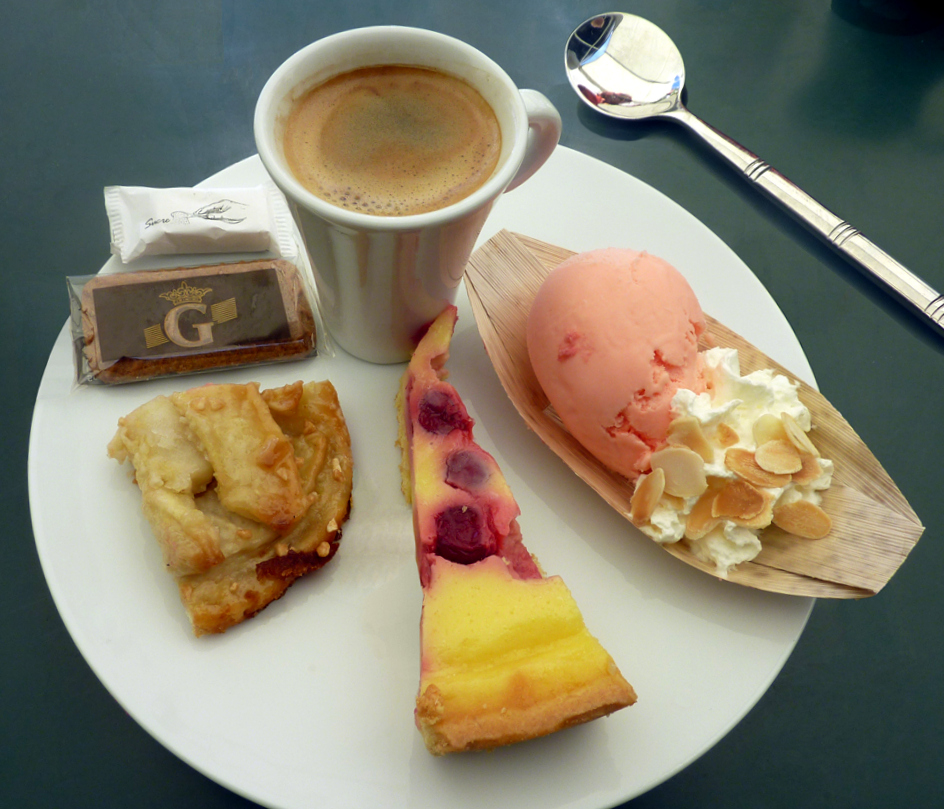
Café gourmand mit Tarte und Clafoutis.
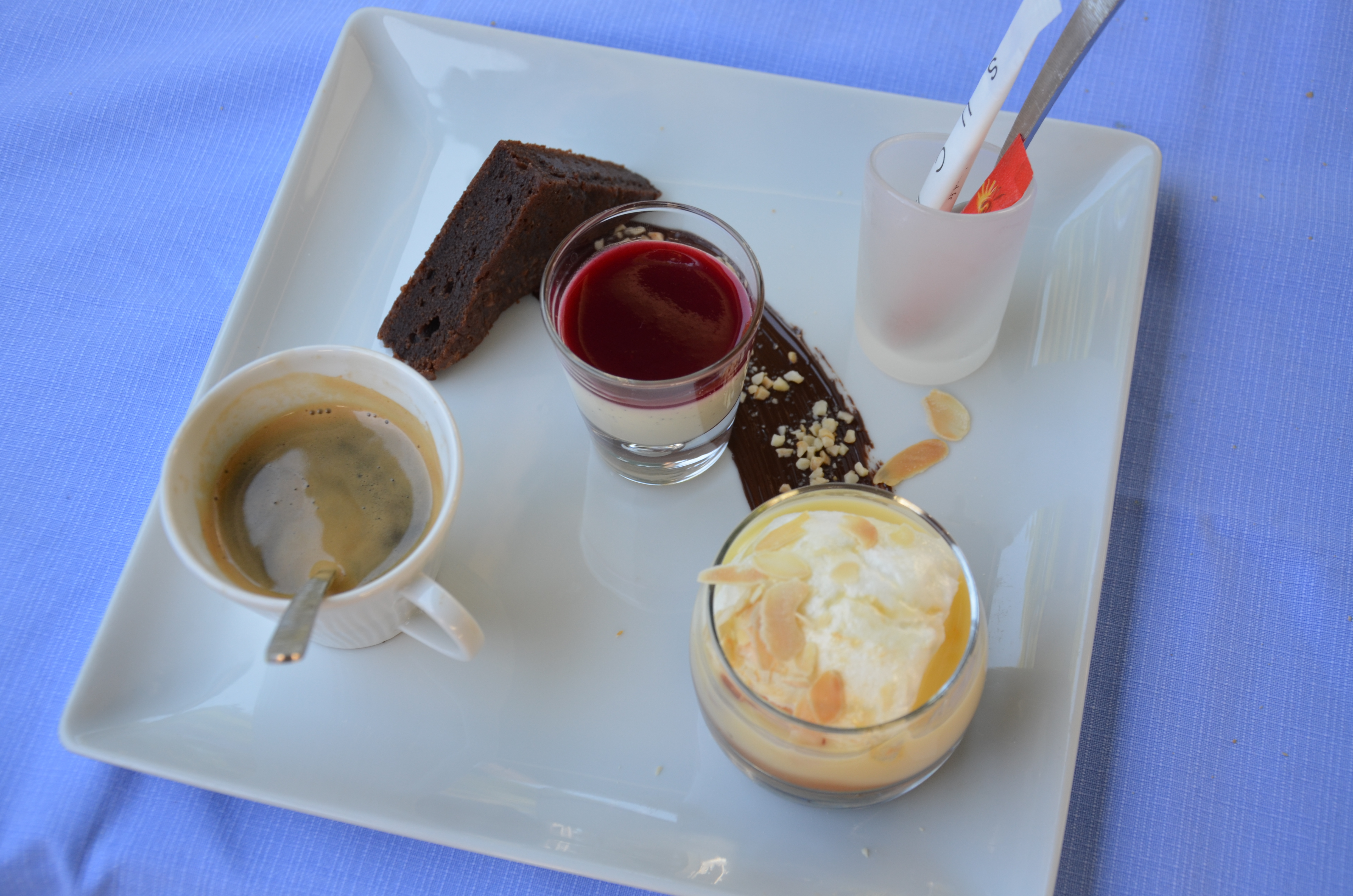
Café gourmand mit Brownie, Panna Cotta und Ile flottante.
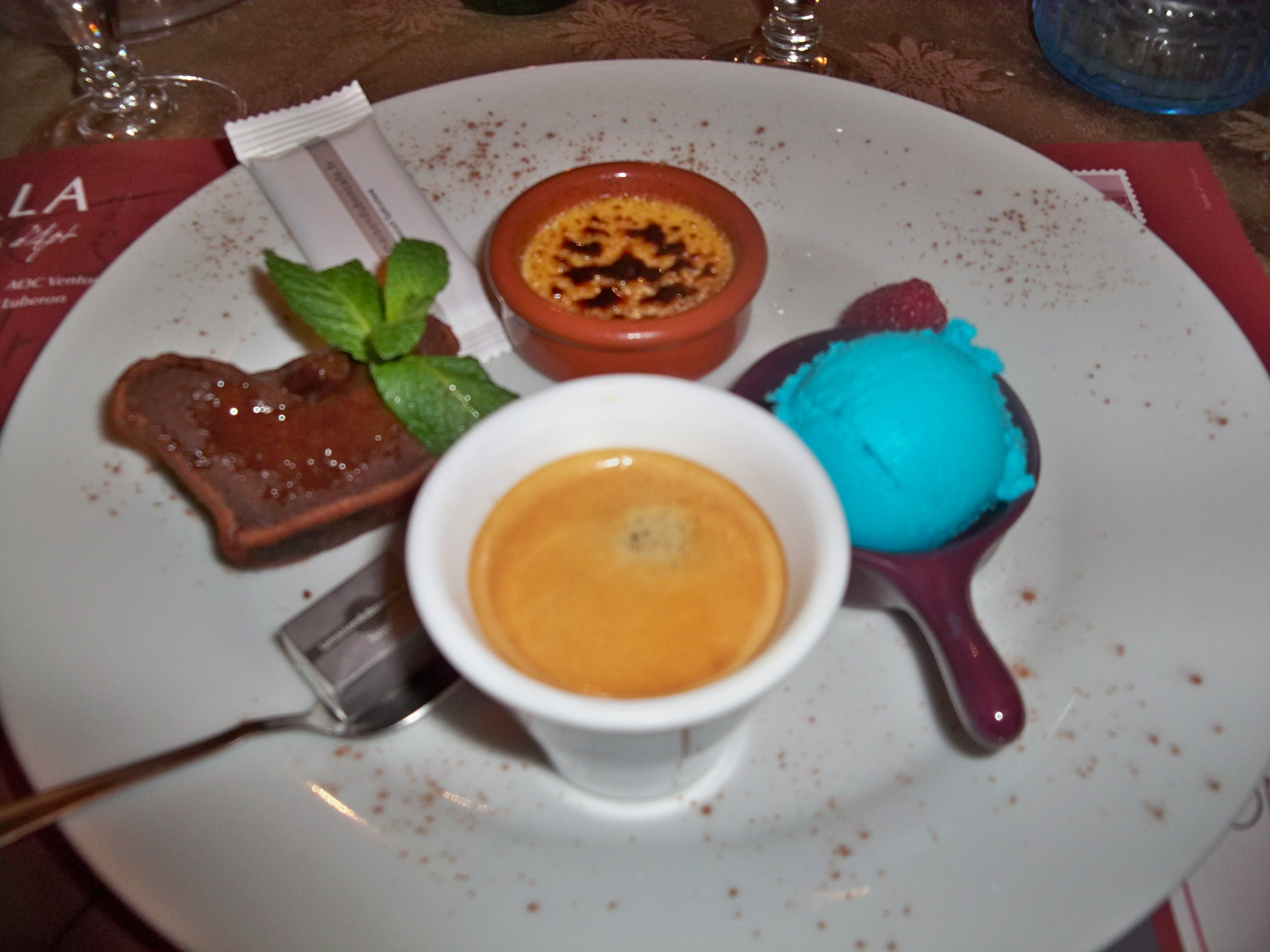
Café gourmand mit Crème brûlée und Eis
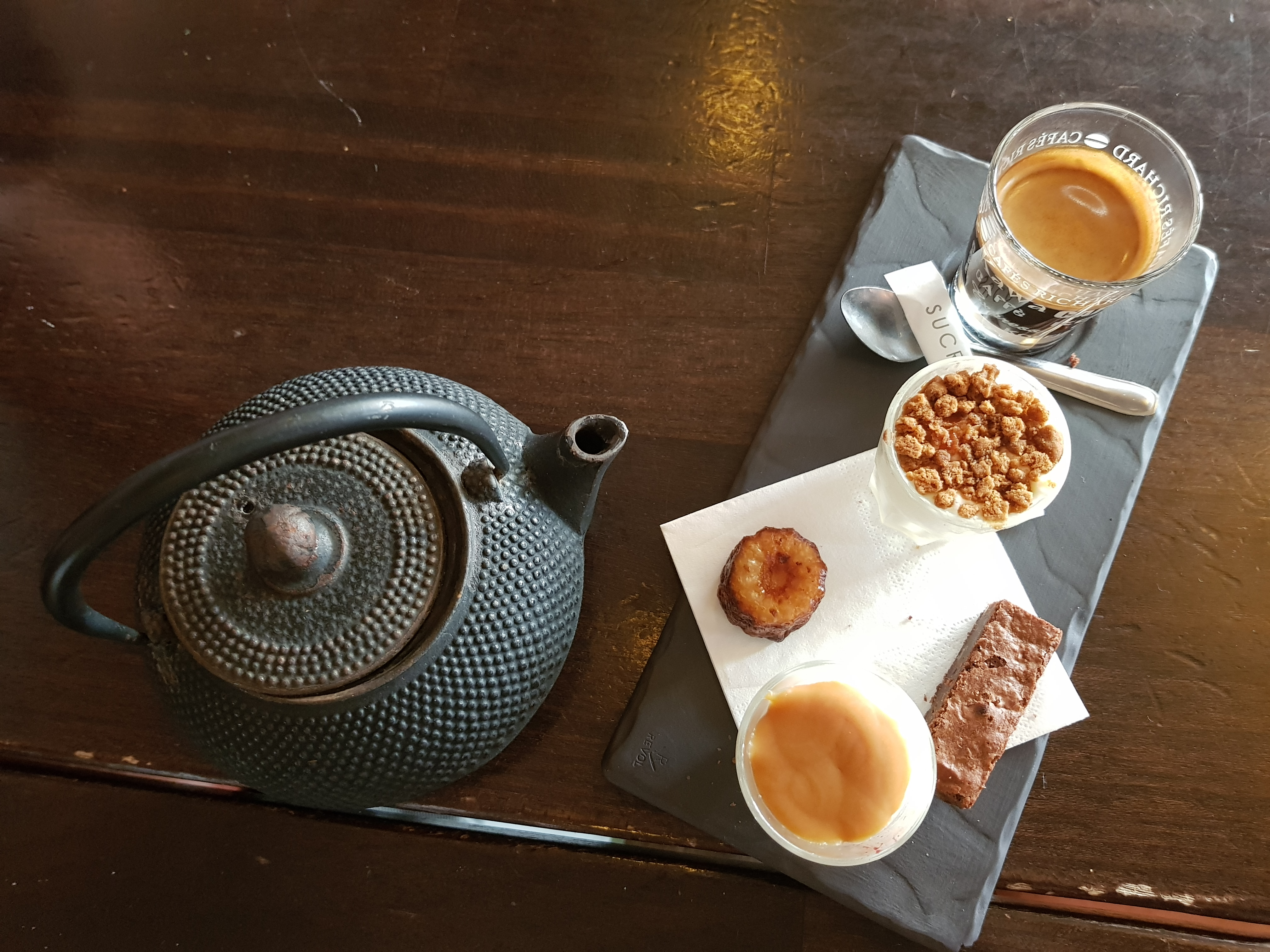
Variation : Thé gourmand.